# فريدة عثمان
فريدة هشام عثمان (18 يناير 1995) سباحة مصرية، حاملة الرقم القياسي المحلي على مستوى الكبار في مسابقات الـ 50 والـ 100 متر حر وفراشة وظهر، وبطلة أفريقيا وحاملة الرقم القياسي في الـ 50 متر فراشة. فازت لمصر بأول ميدالية في تاريخها في بطولات العالم للناشئين في السباحة، وأول مصري أو مصرية تحمل رقم قياسي عالمي في رياضة السباحة.
تلعب حاليًا في نادي الجزيرة ويدربها الأوكراني فولوديمير هوستو.

## نشأتها
ولدت في 18 يناير 1995 في إنديانابوليس بالولايات المتحدة.

## مسيرتها الرياضية
بدأت فريدة عثمان السباحة في الرابعة من العمر وتوقفت فترة لممارسة السباحة الإيقاعية قبل أن تعود للسباحة في سن الـ 11 لتفوز بكل الذهبيات في بطولات 50 و100 متر حر وفراشة والثاني في مسابقات الـ 200 متر في أول مشاركة لها في البطولة المصرية التي اختيرت فيها كأفضل سباحة في البطولة، ليتم اختيارها لتمثل مصر في دورة الألعاب العربية بمصر عام 2007 وهي في الـ 12 من العمر لتصبح أصغر متسابقة وتشارك في مسابقات الـ 50 والـ 100 متر حرة وفراشة.
في دورة الألعاب العربية 2007 كانت أصغر مصرية وعربية تفوز بمسابقة الـ 50 متر فراشة وتكسر الرقم القياسي في المسابقة، كما أنهت مسابقة الـ 100 متر فراشة في المركز السادس.
شاركت أيضا وهي في الـ 12 من العمر في دورة الألعاب الأفريقية 2007 وأنهت مسابقة 50 متر فراشة في المركز الخامس بـ 28.95 ثانية.
في بطولة العالم للسباحة 2009 في روما حققت فريدة رقم 26.77 ثانية في الـ 50 متر حرة، و27.78 ثانية في الـ 50 متر فراشة لتصبح أسرع سباحة في عمرها في العالم.
أما في البطولة الأفريقية للناشئين في موريشيوس 2009، فازت بمسابقة الـ 50 متر حر محققة رقما قياسيا بـ (26.36 ثانية)، وببطولة الـ 50 متر فراشة والتي حققت فيها أيضا رقما قياسيا بـ (27.60 ثانية)، وبمسابقة الـ 50 متر ظهر برقم قياسي 31.04 ثانية. كما فازت بفضية الـ 100 متر فراشة، وبرونزيتى الـ 100 متر حر و100 متر ظهر، وأيضا بثلاث فضيات فرق في الـ 100*4 و200*4 متر حر تتابع و4*100 متر تتابع متنوع.
في البطولة الأفريقية في الدار البيضاء بالمغرب 2010 فازت فريدة بذهبية 50 متر فراشة برقم قياسي (27.28 ثانية)، وفضيتى 50 متر حر (26.72 ثانية) و4*100 متر حر تتابع و3 برونزيات في 100 متر فراشة و50 متر ظهر و4*100 متر تتابع متنوع.
في بطولة العالم للناشئين في ليما ببيرو 2011. حطمت الرقم القياسي العالمى للناشئين محققة (26.69 ثانية) في مسابقة الـ 50 متر فراشة وفازت لمصر بأول ميدالية في تاريخها في بطولات العالم للناشئين في السباحة وحملت مصر للمرة الأولى في تاريخها رقم قياسي عالمي في السباحة.
وفي دورة الألعاب الأفريقية 2011 فازت بذهبية الـ 50 متر حر محققة رقمًا قياسيًا في البطولة بـ (27.08 ثانية).
في دورة الألعاب العربية 2011 حققت فريدة 7 ميداليات ذهبية في الـ 50 متر حر (25.96 ثانية) و100 متر حر (56.50 ثانية) و50 متر ظهر (30.25 ثانية) و50 متر فراشة (26.58 ثانية) و100 متر فراشة (1.00.50 دقيقة) و4*100 متر حر تتابع و4*100 متر متنوع.

## إنجازاتها
- دورة الألعاب العربية 2007 بالقاهرة (مصر).[3][4][5] (ذهبية ورقم قياسى) + فضية.
  -  ميدالية ذهبية 50 متر سباحة فراشة.
  -  ميدالية فضية 4x100 متر سباحة تتابع متنوع للفرق.
- البطولة الأفريقية للناشئين 2009 بموريشيوس (3 ذهبيات و3 أرقام قياسية) + 4 فضيات وبرونزيتين.
  -  ميدالية ذهبية 50 متر سباحة فراشة.
  -  ميدالية ذهبية 50 متر سباحة حرة.
  -  ميدالية ذهبية 50 متر سباحة ظهر.
  -  ميدالية فضية 100 متر سباحة فراشة.
  -  ميدالية فضية 4x100 متر سباحة تتابع حرة للفرق.
  -  ميدالية فضية 4x100 متر سباحة فردي متنوع للفرق.
  -  ميدالية فضية 4x200 متر سباحة تتابع حرة للفرق.
  -  ميدالية برونزية 100 متر سباحة حرة.
  -  ميدالية برونزية 100 متر سباحة ظهر.
- البطولة الأفريقية 2010 بالدار البيضاء (المغرب).(ذهبية ورقم قياسى) + فضيتين و3 برونزيات.
  -  ميدالية ذهبية 50 متر سباحة فراشة.
  -  ميدالية فضية 50 متر سباحة حرة.
  -  ميدالية فضية 50 متر 4x100 متر سباحة تتابع حرة للفرق.
  -  ميدالية برونزية 100 متر سباحة فراشة.
  -  ميدالية برونزية 50 متر سباحة ظهر.
  -  ميدالية برونزية 4x100 متر سباحة تتابع متنوع للفرق.
- بطولة العالم للناشئين 2011 بليما (بيرو). (ذهبية ورقم قياسى).
  -  ميدالية ذهبية 50 متر سباحة فراشة.
- دورة الألعاب الأفريقية 2011 بمابوتو (موزمبيق). (ذهبية ورقم قياسى).
  -  ميدالية ذهبية 50 متر سباحة فراشة.
- دورة الألعاب العربية 2011 بالدوحة (قطر). (7 ذهبيات).
  -  ميدالية ذهبية 50 متر سباحة فراشة.
  -  ميدالية ذهبية 50 متر سباحة حرة.
  -  ميدالية ذهبية 50 متر سباحة ظهر.
  -  ميدالية ذهبية 100 متر سباحة فراشة.
  -  ميدالية ذهبية 100 متر سباحة حرة.
  -  ميدالية ذهبية 4x100 متر سباحة فردي متنوع للفرق.
  -  ميدالية ذهبية 4x100 متر سباحة تتابع متنوع للفرق.
- ألعاب البحر الأبيض المتوسط 2013 بمرسين (تركيا)
  -  ميدالية ذهبية 50 متر سباحة فراشة.
- بطولة العالم للسباحة في كوريا 2019.
  -  ميدالية برونزية 50 متر فراشة.[6]

## روابط خارجية
- فريدة عثمان على موقع الاتحاد الدولي للسباحة (الإنجليزية)
- فريدة عثمان على موقع SwimRankings.net (الإنجليزية)
- فريدة عثمان على موقع اللجنة الأولمبية الدولية (الإنجليزية)
- فريدة عثمان على موقع أوليمبيديا (الإنجليزية)